# Jabelaani
Jabelaani (en georgiano: ხაბელაანი) o Jabalata (en osetio: Хæбæлатæ) es una aldea que pertenece a la parcialmente reconocida República de Osetia del Sur, parte del distrito de Znaur, aunque de iure pertenece al municipio de Tighvi de la región de Iberia Interior de Georgia.

## Geografía
Jabelaani se encuentra a orillas del río Froni Medio, a 7 km de Kornisi. 

## Historia
De 1922 a 1990, formó parte del distrito de Znaur del óblast autónomo de Osetia del Sur, siendo de mayoría osetia. De 1990 a 2006, formó parte del raión de Kareli y, desde 2006, forma parte del municipio de Tighva. 

## Demografía
La evolución demográfica de Jabelaani entre 1916 y 1989 fue la siguiente:
| 56                                                       | 69 | 128 | 77 | 86 | 48 |
| (Fuente: Population of South Ossetia since Soviet times) |    |     |    |    |    |

Según el censo soviético de 1959, la mayoría de la población local eran osetios.